# Campeonato Africano de Atletismo de 2012 - Decatlo masculino
A prova do decatlo masculino do Campeonato Africano de Atletismo de 2012 foi disputada entre os dias 27  e 28 de junho de 2012 no Estádio Charles de Gaulle em Porto Novo,  no Benim. 

## Recordes
Antes desta competição, os recordes mundiais e do campeonato nesta prova eram os seguintes:
|                       | Nome           | Nacionalidade  | Pontos   | Local    | Data                |
| --------------------- | -------------- | -------------- | -------- | -------- | ------------------- |
| Recorde mundial       | Ashton Eaton   | Estados Unidos | 9039 pts | Eugene   | 23 de junho de 2012 |
| Recorde do campeonato | Larbi Bouraada | Argélia        | 8148 pts | Nairóbi  | 29 de julho de 2010 |
| Recorde africano      | Larbi Bouraada | Argélia        | 8332 pts | Ratingen | 15 de junho de 2012 |

## Medalhistas
| Ouro           | Prata                | Bronze                  |
| Ali Kamé (MAD) | Mourad Souissi (ALG) | Guillaume Thierry (MRI) |

## Cronograma
Todos os horários são locais (UTC+1).
| Data        | Hora  | Evento                   |
| ----------- | ----- | ------------------------ |
| 27 de junho | 12:15 | 100 metros               |
| 27 de junho | 13:00 | Salto em distância       |
| 27 de junho | 14:00 | Arremesso de peso        |
| 27 de junho | 15:15 | Salto em altura          |
| 27 de junho | 17:25 | 400 metros               |
| 28 de junho | 11:00 | 110 metros com barreiras |
| 28 de junho | 11:45 | Lançamento de disco      |
| 28 de junho | 13:00 | Salto com vara           |
| 28 de junho | 15:00 | Lançamento de dardo      |
| 28 de junho | 16:50 | 1500 metros              |

## Resultados

### 100 metros
| Posição | Bateria | Raia | Atleta            | Nacionalidade   | Tempo | Notas | Pontos |
| ------- | ------- | ---- | ----------------- | --------------- | ----- | ----- | ------ |
| 1       | 1       | 6    | Nardus Greyling   | África do Sul   | 11.03 |       | 854    |
| 2       | 2       | 2    | Zavion Kotze      | África do Sul   | 11.18 |       | 821    |
| 3       | 2       | 3    | Ali Kamé          | Madagáscar      | 11.33 |       | 789    |
| 4       | 1       | 4    | Mourad Souissi    | Argélia         | 11.59 |       | 734    |
| 5       | 1       | 5    | Ahmad Saad        | Egito           | 11.59 |       | 734    |
| 6       | 1       | 2    | Guillaume Thierry | Ilhas Maurícias | 11.74 |       | 703    |
| 7       | 2       | 6    | Atsu Nyamadi      | Gana            | 11.91 |       | 669    |
| 8       | 1       | 3    | Hugue Djeokeng    | Camarões        | DNS   |       |        |
| 8       | 2       | 4    | Jangy Addy        | Libéria         | DNS   |       |        |
| 8       | 2       | 5    | Ahmed Hamed       | Egito           | DNS   |       |        |

### Salto em distância
| Posição | Atleta            | Nacionalidade   | #1   | #2   | #3   | Resultados | Notas | Pontos |
| ------- | ----------------- | --------------- | ---- | ---- | ---- | ---------- | ----- | ------ |
| 1       | Ali Kamé          | Madagáscar      | 7.16 | 7.09 | 7.32 | 7.32       |       | 891    |
| 2       | Guillaume Thierry | Ilhas Maurícias | 6.97 | 6.80 | 6.78 | 6.97       |       | 807    |
| 3       | Mourad Souissi    | Argélia         | 6.97 | x    | 6.75 | 6.97       |       | 807    |
| 4       | Zavion Kotze      | África do Sul   | 6.57 | 6.94 | 6.84 | 6.94       |       | 799    |
| 5       | Nardus Greyling   | África do Sul   | x    | 6.75 | 6.93 | 6.93       |       | 797    |
| 6       | Ahmad Saad        | Egito           | 6.53 | 6.90 | 6.80 | 6.90       |       | 790    |
| 7       | Atsu Nyamadi      | Gana            | 6.55 | x    | 6.73 | 6.73       |       | 750    |

### Arremesso de peso
| Posição | Atleta            | Nacionalidade   | #1    | #2    | #3    | Resultados | Notas | Pontos |
| ------- | ----------------- | --------------- | ----- | ----- | ----- | ---------- | ----- | ------ |
| 1       | Mourad Souissi    | Argélia         | 13.57 | 14.04 | 14.33 | 14.33      |       | 749    |
| 2       | Guillaume Thierry | Ilhas Maurícias | 14.00 | 13.47 | 14.32 | 14.32      |       | 748    |
| 3       | Ahmad Saad        | Egito           | x     | 13.06 | 12.11 | 13.06      |       | 671    |
| 4       | Ali Kamé          | Madagáscar      | 13.04 | 12.94 | 12.77 | 13.04      |       | 670    |
| 5       | Nardus Greyling   | África do Sul   | 12.01 | 11.79 | 11.77 | 12.01      |       | 607    |
| 6       | Atsu Nyamadi      | Gana            | 11.02 | 11.41 | 11.33 | 11.41      |       | 571    |
| 7       | Zavion Kotze      | África do Sul   | 10.76 | 10.63 | 11.00 | 11.00      |       | 546    |

### Salto em altura
| Posição | Atleta            | Nacionalidade   | 1.70 | 1.73 | 1.76 | 1.79 | 1.82 | 1.85 | 1.88 | 1.91 | 1.94 | 1.97 | 2.00 | 2.03 | 2.06 | 2.09 | 2.12 | 2.15 | Resultados | Notas | Pontos |
| ------- | ----------------- | --------------- | ---- | ---- | ---- | ---- | ---- | ---- | ---- | ---- | ---- | ---- | ---- | ---- | ---- | ---- | ---- | ---- | ---------- | ----- | ------ |
| 1       | Zavion Kotze      | África do Sul   | –    | –    | –    | –    | –    | –    | –    | –    | –    | –    | xxo  | o    | o    | xo   | o    | xxx  | 2.12       |       | 915    |
| 2       | Ali Kamé          | Madagáscar      | –    | –    | –    | –    | xo   | xo   | xo   | o    | xxx  |      |      |      |      |      |      |      | 1.91       |       | 723    |
| 3       | Ahmad Saad        | Egito           | –    | –    | –    | –    | –    | o    | o    | xo   | xxx  |      |      |      |      |      |      |      | 1.91       |       | 723    |
| 4       | Atsu Nyamadi      | Gana            | o    | o    | xo   | o    | xo   | o    | xxo  | xxx  |      |      |      |      |      |      |      |      | 1.88       |       | 696    |
| 5       | Mourad Souissi    | Argélia         | o    | –    | o    | –    | o    | xo   | xxx  |      |      |      |      |      |      |      |      |      | 1.85       |       | 696    |
| 6       | Guillaume Thierry | Ilhas Maurícias | –    | o    | o    | o    | xxx  |      |      |      |      |      |      |      |      |      |      |      | 1.79       |       | 619    |
| 7       | Nardus Greyling   | África do Sul   | xxo  | xxo  | o    | xxx  |      |      |      |      |      |      |      |      |      |      |      |      | 1.76       |       | 593    |

### 400 metros
| Posição | Raia | Atleta            | Nacionalidade   | Tempo | Notas | Pontos |
| ------- | ---- | ----------------- | --------------- | ----- | ----- | ------ |
| 1       | 5    | Zavion Kotze      | África do Sul   | 49.32 |       | 846    |
| 2       | 6    | Nardus Greyling   | África do Sul   | 50.16 |       | 807    |
| 3       | 1    | Mourad Souissi    | Argélia         | 51.03 |       | 768    |
| 4       | 3    | Ali Kamé          | Madagáscar      | 51.32 |       | 755    |
| 5       | 4    | Guillaume Thierry | Ilhas Maurícias | 52.32 |       | 711    |
| 6       | 2    | Atsu Nyamadi      | Gana            | 55.20 |       | 591    |
| 7       | 7    | Ahmad Saad        | Egito           | 58.07 |       | 481    |

### 110 metros com barreiras
| Posição | Raia | Atleta            | Nacionalidade   | Tempo | Notas | Pontos |
| ------- | ---- | ----------------- | --------------- | ----- | ----- | ------ |
| 1       | 4    | Ali Kamé          | Madagáscar      | 15.32 |       | 811    |
| 2       | 5    | Zavion Kotze      | África do Sul   | 15.42 |       | 799    |
| 3       | 3    | Mourad Souissi    | Argélia         | 15.44 |       | 797    |
| 4       | 6    | Nardus Greyling   | África do Sul   | 15.62 |       | 776    |
| 5       | 7    | Guillaume Thierry | Ilhas Maurícias | 15.63 |       | 775    |
| 6       | 2    | Atsu Nyamadi      | Gana            | 18.35 |       | 491    |
| 7       | 1    | Ahmad Saad        | Egito           | DNF   |       |        |

### Lançamento de disco
| Posição | Atleta            | Nacionalidade   | #1    | #2    | #3    | Resultados | Notas | Pontos |
| ------- | ----------------- | --------------- | ----- | ----- | ----- | ---------- | ----- | ------ |
| 1       | Guillaume Thierry | Ilhas Maurícias | 40.79 | 34.44 | 31.95 | 40.79      |       | 681    |
| 2       | Mourad Souissi    | Argélia         | 37.15 | 35.20 | 38.35 | 38.35      |       | 631    |
| 3       | Ali Kamé          | Madagáscar      | 33.42 | 35.61 | 34.51 | 35.61      |       | 576    |
| 4       | Atsu Nyamadi      | Gana            | 34.29 | x     | 33.06 | 34.29      |       | 549    |
| 5       | Zavion Kotze      | África do Sul   | 34.02 | x     | 31.15 | 34.02      |       | 544    |
| 6       | Nardus Greyling   | África do Sul   | 31.48 | 24.15 | 25.22 | 31.48      |       | 494    |
| 7       | Ahmad Saad        | Egito           |       |       |       | DNS        |       |        |

### Salto com vara
| Posição | Atleta            | Nacionalidade   | Resultados | Notas | Pontos |
| ------- | ----------------- | --------------- | ---------- | ----- | ------ |
| 1       | Ali Kamé          | Madagáscar      | 4.30       |       | 702    |
| 2       | Guillaume Thierry | Ilhas Maurícias | 4.30       |       | 702    |
| 3       | Mourad Souissi    | Argélia         | 4.00       |       | 617    |
| 4       | Atsu Nyamadi      | Gana            | 2.50       |       | 242    |
| 5       | Zavion Kotze      | África do Sul   | NM         |       |        |

### Lançamento de dardo
| Posição | Atlea             | Nacionalidade   | #1    | #2    | #3    | Resultados | Notas | Pontos |
| ------- | ----------------- | --------------- | ----- | ----- | ----- | ---------- | ----- | ------ |
| 1       | Ali Kamé          | Madagáscar      | 60.07 | x     | 56.76 | 60.07      |       | 739    |
| 2       | Atsu Nyamadi      | Gana            | 50.09 | 52.47 | 55.55 | 55.55      |       | 671    |
| 3       | Guillaume Thierry | Ilhas Maurícias | 51.07 | x     | 52.58 | 52.58      |       | 627    |
| 4       | Mourad Souissi    | Argélia         | x     | 46.67 | 45.86 | 46.67      |       | 539    |
| 5       | Zavion Kotze      | África do Sul   | 36.78 | 36.58 | 43.06 | 43.06      |       | 487    |

### 1500 metros
| Posição | Atleta            | Nacionalidade   | Resultados | Notas | Pontos |
| ------- | ----------------- | --------------- | ---------- | ----- | ------ |
| 1       | Zavion Kotze      | África do Sul   | 4:36.51    |       | 702    |
| 2       | Atsu Nyamadi      | Gana            | 4:36.52    |       | 702    |
| 3       | Mourad Souissi    | Argélia         | 4:38.76    |       | 688    |
| 4       | Ali Kamé          | Madagáscar      | 4:53.84    |       | 596    |
| 5       | Guillaume Thierry | Ilhas Maurícias | 4:56.22    |       | 582    |

## Classificação final
| Posição           | Atleta            | Nacionalidade   | Pontos | Notas |
| ----------------- | ----------------- | --------------- | ------ | ----- |
| Medalha de ouro   | Ali Kamé          | Madagáscar      | 7252   |       |
| Medalha de prata  | Mourad Souissi    | Argélia         | 7000   |       |
| Medalha de bronze | Guillaume Thierry | Ilhas Maurícias | 6955   |       |
| 4                 | Zavion Kotze      | África do Sul   | 6459   |       |
| 5                 | Atsu Nyamadi      | Gana            | 5932   |       |
| 06 !              | Ahmed Hamed       | Egito           | DNS    |       |
| 06 !              | Jangy Addy        | Libéria         | DNS    |       |
| 06 !              | Hugue Djeokeng    | Camarões        | DNS    |       |
| 06 !              | Nardus Greyling   | África do Sul   | DNF    |       |
| 06 !              | Ahmad Saad        | Egito           | DNF    |       |

Legenda
| Recorde mundial       | Recorde mundial (World record)               |                       | Recorde africano                      | Recorde africano (African) |                                           | Q | Classificado por posição (Qualified) |
| Recorde do campeonato | Recorde do campeonato (Championship record)  | Recorde da América    | Recorde da América (Americas)         | q                          | Classificado por melhor tempo (Qualified) |   |                                      |
| Melhor marca do ano   | Melhor marca do ano (World leading)          | Recorde asiático      | Recorde asiático (Asian)              | DNS                        | Não largou (Did not start)                |   |                                      |
| Recorde nacional      | Recorde nacional (National record)           | Recorde europeu       | Recorde europeu (European)            | DNF                        | Não terminou (Did not finish)             |   |                                      |
| Recorde pessoal       | Recorde pessoal do atleta (Personal best)    | Recorde da Oceania    | Recorde da Oceania (Oceania)          | DSQ / DQ                   | Desclassificado (Disqualified)            |   |                                      |
| Recorde da temporada  | Recorde da temporada do atleta (Season best) | Recorde sul-americano | Recorde sul-americano (South America) | NM                         | Sem marca (No mark)                       |   |                                      |